# Clermontia kohalae
Clermontia kohalae är en klockväxtart som beskrevs av Joseph Rock. Clermontia kohalae ingår i släktet Clermontia, och familjen klockväxter. Inga underarter finns listade i Catalogue of Life.